# Kontejnerový terminál Ostrava-Paskov

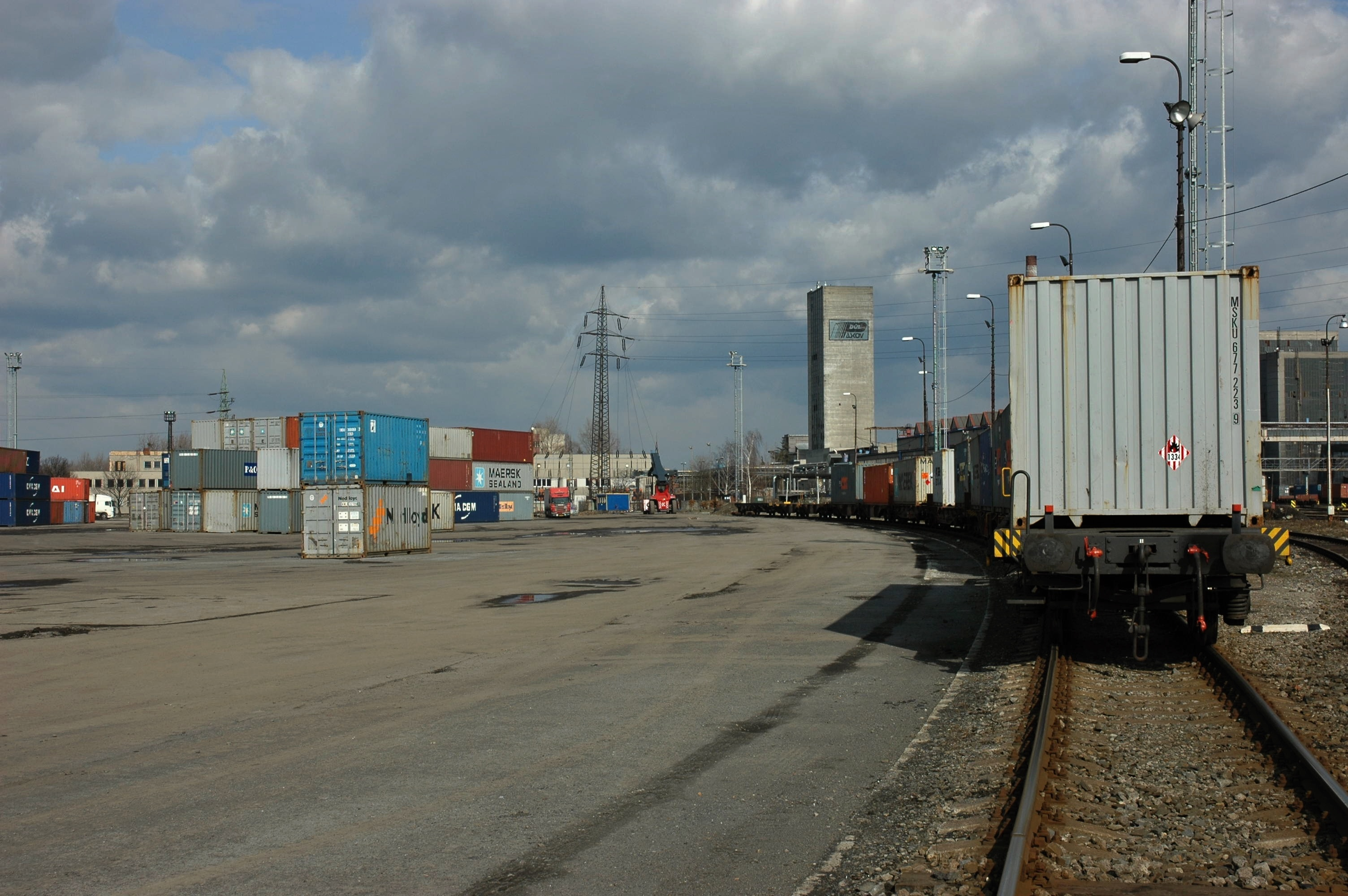
Teminál v roce 2010, po první fázi výstavby

Kontejnerový terminál Ostrava-Paskov je kontejnerový terminál, který se nachází v Paskově. Jeho provozovatelem je společnost Advanced World Transport. Terminál byl vybudován v letech 2006-2007 na brownfieldu Dolu Paskov. Na síť Správy železnic je terminál napojen v žst. Vratimov. Součástí terminálu je rovněž externí depo ve Staříči.

## Rozvoj terminálu
Od doby zahájení provozu je terminál postupně rozšiřován tak, aby kapacitně postačoval na rostoucí počet obsluhovaných vlaků. V letech 2011-2012 byla zámkovou dlažbou pokryta původně nezpevněná plocha a došlo ke vytížení terminálu skladovací kapacity z 1700 na 2400 TEU. Další fáze zvýšení kapacity proběhla v letech 2016-2018 a cílovým stavem je skladovací kapacita 4800 TEU při celkové ploše překladiště  71 000 m². V roce 2012 terminál přeložil cca 70 tisíc kontejnerů, v prvním roce provozu přitom bylo zmanipulováno jen 4000 kontejnerů. V roce 2017 zde bylo zmanipulováno více než 100 tis. kontejnerů a návěsů a terminál byl před rozšířením vytížen téměř na sto procent.

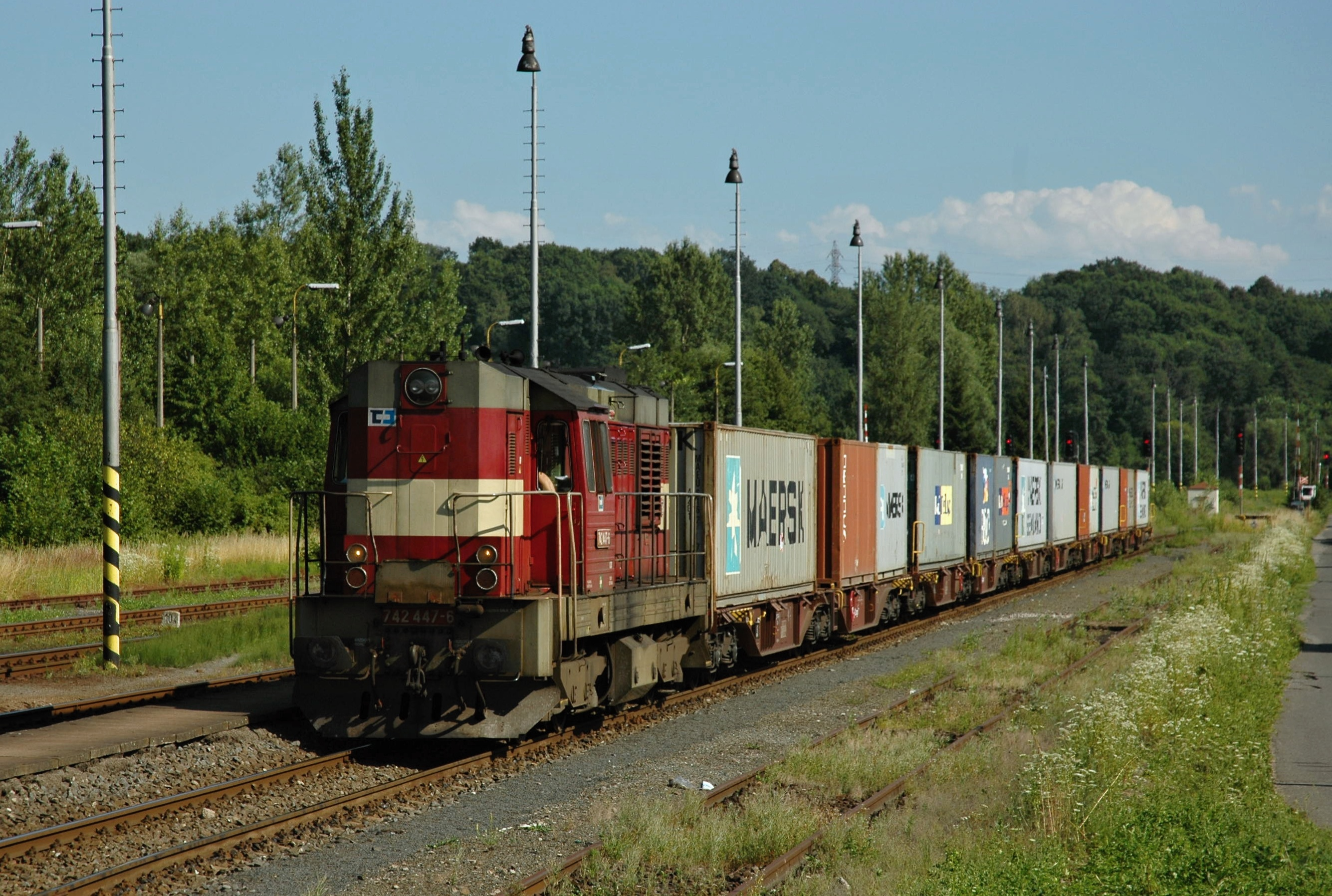
Kontejnerový vlak z terminálu Ostrava-Paskov v přípojové stanici Vratimov

## Vlaky
V první fázi provozu byl terminál využíván prakticky jen pro vlaky z přístavu Koper. V roce 2009 se přidaly pravidelné spoje z Mělníka, které původně jezdily na terminál v nedaleké Kopřivnici. Ty byly určeny především pro potřeby rejdaře Maersk Line, na což postupně navázaly i přímé vlaky z přístavu Bremerhaven, jejichž provoz byl rozšířen v roce 2013. Od ledna 2012 byla v provozu nová intermodální linka vedená z italského terminálu Verona Quadrante Europa, která byla společným projektem operátorů Bohemiakombi, Cemat a Kombiverkehr. Provoz této linky však byl v červenci 2013 zastaven pro ztrátovost. Od května 2013 do terminálu zajíždí pravidelné vlaky tureckého operátora EKOL Lojistik, které spojují Paskov s italským námořním terminálem EMT Trieste.  Tyto vlaky jsou určeny pro intermodální návěsy, které směřují z Turecka nejen do okolí Paskova, ale rovněž do Polska, Slovenska a Finska. Od roku 2011 je Paskov propojen také s terminálem ČD-DUSS Lovosice. Jde o skupiny vozů, kterými jsou přepravovány především intermodální návěsy společnosti Ewals Cargo Care. 8. ledna 2018 byl zahájen provoz pravidelné linky pro přepravu návěsů LKW Walter mezi Paskovem a německým terminálem Herne ve frekvenci čtyř párů týdně. Na jejím provozu se podílejí dopravci AWT a ITL Eisenbahngesellschaft.